# Kankan (miasto)

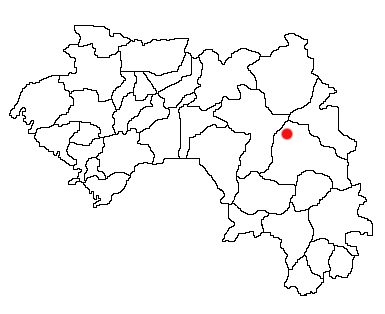
Położenie miasta na mapie Gwinei

Kankan – miasto we wschodniej Gwinei, ośrodek administracyjny regionu Górna Gwinea, port nad rzeką Milo (dopływ Nigru). Jest to czwarte pod względem wielkości miasto Gwinei. Zamieszkuje je 240 635 mieszkańców w 2012 roku. 
Zostało założone przez lud Soninke w XVII wieku i stało się siedzibą cesarstwa Bate. Było też ważnym centrum handlowym, a głównym towarem były orzeszki kola. Miasto zostało pokonane przez Samory Touré w 1879 roku, a od 1891 było okupowane przez Francuzów. W mieście funkcjonuje uniwersytet, jak również port i lotnisko.